# Alain IV de Coëtivy
Pour les autres membres de la famille, voir Famille de Coëtivy.
Alain de Coëtivy ou plutôt Alain IV de Coëtivy, membre de la famille de Coëtivy, né le 8 novembre 1407 au manoir de Coëtivy en Plouvien, ou le 20 novembre 1407 à Coat-Lestrémeur en Plounéventer (dans les deux cas dans le Léon) et mort le 4 mai 1474 à Rome, est un prélat issu de la noblesse bretonne. Il est évêque d'Avignon, d'Uzès, de Nîmes et de Dol, cardinal au titre de Sainte-Préxède, puis cardinal-évêque de Palestrina et cardinal de Sabine. Il est surnommé « le cardinal d'Avignon ».

## Biographie
Alain de Coëtivy est le fils d'Alain III de Coëtivy et de Catherine du Chastel. Sa mère est la sœur de Tanguy III du Chastel (Tanneguy III du Chastel), homme de guerre français, favori du roi Charles VII.

### Sa carrière épiscopale
Alain IV de Coëtivy fut l'exemple type du prélat commendataire : il était titulaire de six évêchés (Dol, Avignon, Uzès, Nîmes, et deux autres en Italie), et aussi de deux abbayes, cinq prieurés, trois archidiaconés, quatre cures et une chantrerie. C'est-à-dire qu'il en percevait les revenus sans nullement en assumer les fonctions.
Il reçut le canonicat du Léon le 5 juillet 1436 et il le cèda le 30 octobre 1437, lorsqu'il fut nommé évêque d'Avignon. Il devint 46e évêque d'Uzès, épiscopat de 1442 à 1445 ; il fut créé cardinal in petto par le pape Eugène IV, confirmé par Nicolas V en janvier 1447 et reçut le titre de cardinal de Sainte-Praxède le 20 décembre 1448 ; il fut nommé évêque commendataire de Nîmes le 1er avril 1454, par transfert de son cousin Jean du Châtel, à Carcassonne, puis aussi nommé évêque administrateur de Dol le 18 juin 1456 puis de de Saintes et enfin, comme cardinal, nommé évêque de Palestrina le 7 juin 1465, puis de Sabine le 11 décembre 1472.
Il devint aussi abbé commendataire de l'abbaye Saint-Sauveur de Redon en 1468. Ainsi que prévôt commendataire la même année de l'abbaye Saint-Martin de Vertou. Il était déjà prieur des monastères de Saint-Sauveur de Béré, Saint-Nicolas de Prigny ainsi que du prieuré Saint-Georges de Montaigu.
Il a également possédé les bénéfices de la paroisse de Marsac (actuellement en Loire-Atlantique), qu'il résigna à la prière de Pierre II de Bretagne le 4 septembre 1451.

### Sa carrière romaine
Il a été à l'origine de la création de la paroisse de Saint-Yves-des-Bretons à Rome. Le pape Nicolas V, à la demande du cardinal céda l'église Saint-André-de-Mortariis à la nation des Bretons, qui la consacrèrent à leur Saint Yves. Il fut envoyé en tant que légat pontifical auprès de Charles VII, roi de France, en 1456. Il était chargé par le pape Pie II de l'engager dans une croisade contre les Turcs. Dans son Histoire de l'Europe, ce pontife le qualifie d'homme d'un grand génie, d'un esprit assuré et puissant. Il mourut à Rome, en son palais du Campo de' Fiori le 3 mai 1474 et fut inhumé dans la Ville Éternelle.
- 1442 : il fut élu administrateur de l'évêché d'Uzès par le pape Eugène IV et s'opposa, comme Guillaume IV de Champeaux, à Guillaume V Soybert, élu canoniquement en 1441.
- 1445 : il fut évêque d'Avignon et cardinal
- En 1456, le pape Calixte III le nomme protecteur de l'ordre dominicain[5].

### Sources et bibliographie
- Joseph Hyacinthe Albanès, (complété, annoté et publié par Ulysse Chevalier), Gallia christiana novissima. Histoire des archevêchés, évêques et abbayes de France d'après les documents authentiques recueillis dans les registres du Vatican et les archives locales.
- Guillaume de Catel, Histoire de Languedoc,
- Léon Ménard, Histoire de Languedoc,
- Eugène Germer-Durand, Le Prieuré et le Pont de Saint-Nicolas-de-Campagnac,
- Louis de la Roque, Armorial de Languedoc,
- Georges Charvet, La Première Maison d'Uzès, étude historique et généalogique de la première maison d'Uzès suivi du catalogue analytique des évêques d'Uzès, éd. Lacour-Ollé, Nîmes, 2002.